# Саатсе
Саатсе (ест. Saatse; місцева вимова Сатсеріна, також використовуються назви Сатсері, Корки та Горки) — село в Естонії, входить до складу волості Вярска, повіту Пилвамаа.
В районі села проходить так званий «саатсеський чобіт» — частина території Російської Федерації, яка до 1944 року належала Естонії, де проходить близько 1 км автошляху Вярска—Саатсе, збудованого ще в радянські часи. Ця територія є предметом дискусій між Естонією та Росією щодо встановлення меж кордонів двох держав.